# L. Lin Wood
Pour les articles homonymes, voir Wood.
Lucian Lincoln « Lin » Wood Jr. (né le 19 octobre 1952) est un avocat américain et théoricien du complot basé à Atlanta, en Géorgie.
Après avoir obtenu son diplôme de droit en 1977, Wood a travaillé pendant des décennies comme avocat spécialisé en dommages corporels, se concentrant spécifiquement sur le domaine en plein essor des litiges pour négligence médicale. Plus tard, il s'est spécialisé dans les actions en diffamation. Wood a attiré l'attention des médias en assurant la défense de Richard Jewell, le garde de sécurité faussement accusé dans l'attentat du Centennial Olympic Park à Atlanta en 1996,,. La défense de Jewell a contribué à donner à Wood une renommée nationale.
En plus de représenter Richard Jewell et Donald J. Trump, Lin Wood a représenté la famille de JonBenét Ramsey et l'ancien membre de la Chambre des représentants américain Gary Condit dans des poursuites en diffamation,. Il a également été engagé par le républicain Herman Cain pour répondre à des allégations de harcèlement sexuel.

## Biographie

### Jeunesse
Lin Wood a grandi à Macon, en Géorgie. Il a déclaré que sa famille rencontrait des difficultés financières et se souvient de fréquents épisodes de violence conjugale entre ses parents. Il a une sœur, Diane Wood Stern, née en février 1951, et une demi-sœur, Linda Martin, née en 1946. Au retour d'un cours de danse à l'école, alors âgé de 16 ans, Wood a découvert que son père avait battu sa mère à mort,,. L. Lin Wood Sr. a plaidé coupable d'homicide involontaire et a purgé une peine d'un peu plus de deux ans de prison. Wood a déclaré que c'était cette expérience qui avait conforté sa décision de devenir avocat,,.   
Wood a vécu avec des amis et est diplômé de la Mark Smith High School de Macon en 1970. Il est par la suite diplômé de l'université de Mercer en 1974 et de la faculté de droit de la même université en 1977. Il a été admis au barreau de Géorgie. De 1977 à 1996, Wood a plaidé des cas de blessures corporelles et de faute professionnelle médicale dans l'État de Géorgie.  

### Carrière

#### Défense de Richard Jewell
Lin Wood a représenté Richard Jewell lors d'actions en diffamation,,. Wood a poursuivi un certain nombre de médias, ainsi que l'employeur de Jewell, obtenant des compensations financières pour son client. Ce fut le cas avec l'employeur de Jewell, CNN et NBC, tandis que Time a publié une clarification, mais n'a payé aucune indémnisation. En 2012, après quinze ans de procédure, la Cour suprême de Géorgie a confirmé le rejet des prétentions de Jewell dans son procès en diffamation contre le journal The Atlanta Journal-Constitution.

#### Défense de la famille de JonBenét Ramsey
L'avocat a participé à d'autres affaires médiatisées, assurant notamment la défense de John et Patsy Ramsey, les parents de JonBenét, une petite fille dont le meurtre en 1996 n'est toujours pas résolu. Wood représentait John, Patsy et leur fils Burke, poursuivant St. Martin's Press, Time Inc., The Fox News Channel, American Media, Inc., Star, The Globe, Court TV et The New York Post .[réf. nécessaire] Le procès contre Star a fait l'objet d'une transaction.
John et Patsy Ramsey ont également été poursuivis pour diffamation dans deux affaires distinctes découlant de la publication de leur livre, The Death of Innocence. Ces procès ont été intentés par deux personnes nommées dans le livre comme ayant été suspectées par la police de Boulder du meurtre de JonBenét. Les Ramseys ont été défendus dans ces poursuites par Lin Wood et trois autres avocats, et les requêtes à leur encontre ont été rejetées.
En 2016, Wood a représenté Burke Ramsey, le frère aîné de JonBenét, dans plusieurs litiges liées à la série documentaire du réseau CBS The Case of: JonBenet Ramsey. La première poursuite a été déposée contre le Dr Werner Spitz, un médecin légiste basé au Michigan, pour son affirmation dans une interview à la radio CBS Detroit selon laquelle Burke avait tué sa sœur alors qu'elle était enfant. Wood a également poursuivi CBS. Ces affaires ont été réglées à l'amiable.

### Vie privée
Lin Wood a vécu à Atlanta, en Géorgie, de 1955 à 2020. En avril 2020, il a acheté une propriété en Caroline du Sud et y a déménagé plus tard cette année-là. Il a officiellement changé sa résidence légale en Caroline du Sud en février 2021. En février 2021, le bureau du secrétaire d'État de Géorgie Brad Raffensperger a annoncé qu'il enquêtait sur la possibilité que Wood ait commis une fraude électorale en raison de questions liées à son changement de résidence légale. En effet, selon la loi de l'Etat de Géorgie, si une personne déménage dans un autre État avec l'intention de s'y établir, elle ne réside plus en Géorgie,,.
Deux de ses quatre enfants sont avocats. Selon des documents soumis au tribunal, Wood s'est brouillé et n'a plus de contact avec ses enfants, devenus adultes, et son petit-enfant, a rapporté The Atlanta Journal-Constitution en 2020.

## Polémiques

### Élections présidentielles américaines de 2020

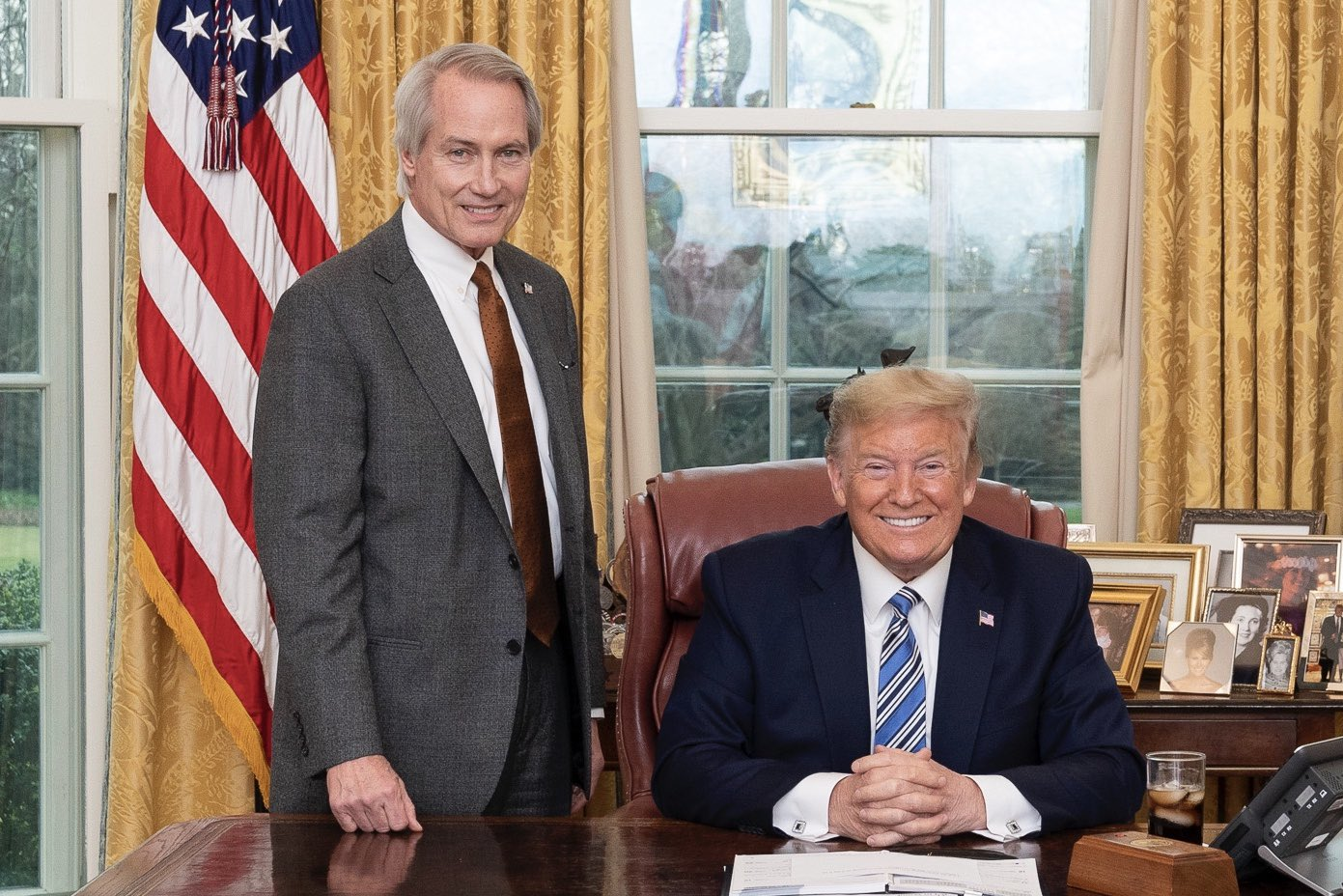
Wood avec le président Donald Trump en mars 2020.

Après la victoire de Joe Biden à l'élection présidentielle américaine de 2020, Wood a promu des théories du complot affirmant à tort que président Donald J. Trump avait remporté l'élection avec 70 % des voix et qu'une cabale secrète de communistes internationaux, d'agents du renseignement chinois et de dirigeants républicains avait réussi à voler l'élection de Trump,. Parfois en collaboration avec l'avocate Sidney Powell, Wood a représenté le président Trump dans de nombreuses poursuites infructueuses visant à empêcher la certification de bulletins de vote. Il a aussi fait circuler plusieurs vidéos alléguant que le comté de Cobb, en Géorgie, avait déchiqueté des preuves de fraude électorale lors des élections. Son profil Twitter comprend le hashtag # WWG1WGA ("where we go one, we go all" - où nous allons unis, nous allons tous), qui est associé à la théorie du complot QAnon, mouvement dont Wood a nié être un partisan,. Enfin, l'avocat a appelé les électeurs républicains à ne pas voter ni soutenir financièrement les candidats républicains de Géorgie au Sénat, David Perdue et Kelly Loeffler, s'ils n'exigeaient pas des « enquêtes » sur l'élection.
Certains républicains ont mis en doute les efforts de Wood pour aider Trump en se référant à ses dons passés à de nombreux candidats démocrates. En raison de son soutien passé aux démocrates, y compris l'ancien président Barack Obama, Wood a été accusé par le journal conservateur Breitbart de « sabotage » vis-à-vis des républicains, en particulier contre les sénateurs David Perdue et Kelly Loeffler lors du second tour des élections de janvier 2021 pour les deux sièges du Sénat de Géorgie. Wood a réfuté ces allégations sur Twitter, écrivant: « Breitbart est malhonnête. Historiquement, je suis non partisan. Cette année, j'étais partisan parce que j'aime [Donald Trump] » et décrivant des centaines de milliers de dollars qu'il avait donnés aux candidats affiliés aux républicains et aux comités d'action politique en 2020.
Fin décembre 2020, les activités de Wood sur les réseaux sociaux ont attiré une attention considérable. Wood a appelé à l'emprisonnement du gouverneur de Géorgie Brian Kemp et du secrétaire d'État Brad Raffensperger, sur la base d'une théorie du complot selon laquelle ces deux responsables républicains auraient travaillé avec la Chine favoriser le vote pour Biden. Il a en outre allégué que le juge en chef de la Cour suprême des États-Unis, John Roberts, d’être lié au viol et au meurtre d’enfants, relayant les théories du complot QAnon que le juge Craig A. Karsnitz de la Cour supérieure du Delaware a qualifié de « trop dégoûtantes et scandaleuses pour être répétées ». Wood a également accusé le juge en chef de la Cour Suprême était impliqué dans la mort du juge Antonin Scalia, que Roberts était un trafiquant d'enfants et que le défunt Jeffrey Epstein était en fait vivant et détenait la vérité sur Roberts,.
Début janvier 2021, Wood a affirmé que le vice-président Mike Pence « risquait d'être exécuté par un peloton d'exécution », alors que les avocats de celui-ci avaient invoqué l'impossibilité pour le vice-président de refuser le décompte des votes électoraux pour Joe Biden lors de la session conjointe du Congrès, et a appelé à l'arrestation du chef de la majorité au Sénat de l'époque, Mitch McConnell, tous deux pour trahison,. Wood a renouvelé ses accusations contre John Roberts, allèguant que ce dernier avait commis des viols et des meurtres d'enfants, et faisait l'objet d'un chantage pour cela par dix agences de renseignement de divers pays. Selon lui, Isaac Kappy, mort en 2019, a été assassiné pour avoir tenté de transmettre l'information au président Trump, contredisant la version officielle faisant état d'un suicide,. Wood a été critiqué pour ces commentaires et a répondu en insistant sur le fait qu'il n'était pas fou,.
Son compte Twitter a été définitivement suspendu, à la suite de ses fausses allégations selon lesquelles des membres de la foule pro-Trump étaient des militants antifascistes déguisés et le vice-président Mike Pence un « pédophile »,. À la suite de cette suspension, il a appelé à l'exécution de Pence sur le réseau social Parler, écrivant : « Préparez les pelotons d'exécution. Pence passe en PREMIER ». Parler a supprimé plusieurs des messages de Wood en raison de violations des règles de leur communauté, y compris celui appelant à l'exécution de Pence. 

#### Actions en justice
Le 13 novembre 2020, un procès fédéral a été intenté par Wood en qualité de demandeur devant la Cour de district des États-Unis pour le district nord de la Géorgie ; ce procès alléguait que les procédures de vote par correspondance de la Géorgie étaient inconstitutionnelles depuis mars 2020, justifiant que la Géorgie ne soit pas autorisée à certifier ses résultats électoraux,. Au moment où le recours a été déposé, Joe Biden avait 14 000 voix d'avance sur Donald Trump lors de l'élection présidentielle américaine de 2020 en Géorgie. Le même jour, les médias américains ont projeté la victoire de Joe Biden en Géorgie. Par la suite, Wood aussi contesté le recomptage des votes par la Géorgie. Ce litige a échoué le 19 novembre 2020, lorsqu'un juge nommé par Trump n'a trouvé « aucune base de fait ou de droit » pour empêcher la certification par la Géorgie de ses résultats électoraux à un stade aussi tardif et a estimé que Wood n'avait aucun intérêt à agir pour intenter ce procès. La Cour d'appel des États-Unis pour le onzième circuit a confirmé à l'unanimité la décision du tribunal de district le 5 décembre 2020, précisant que Wood avait « omis d'alléguer un préjudice particulier » et, qu'en tout état de cause, sa demande de retarder la certification était sans objet : la Géorgie ayant déjà certifié ses résultats électoraux,.
Le 7 décembre 2020, dans une affaire devant la Cour de district du Michigan, Wood a perdu l'une des poursuites fédérales intentées avec l'avocate Sidney Powell, tentant de faire annuler la victoire de Biden pour l'attribuer à Trump. En rejetant leur demande, la juge de district Linda V. Parker suggéré que la seule motivation du recours était d'ébranler « la confiance du peuple dans le processus démocratique et sa confiance dans notre gouvernement », et que ces demandes « porterait gravement atteinte à l'intérêt public ». De plus, dans un affidavit déposé par l'équipe juridique dont faisait partie Wood et visant à prouver la fraude électorale dans le Michigan, une partie des données utilisées ont été extraites des comptes rendus électoraux du Minnesota,. La ville de Detroit a demandé des sanctions contre les plaignants,.
Le 18 décembre 2020, une action en justice fédérale a été intenté par Wood en tant que plaignant devant le Cour de district des États-Unis pour le district nord de la Géorgie. Wood a demandé une injonction pour mettre fin au second tour des élections sénatoriales pour les deux sièges du Sénat américain de Géorgie.  Le juge de district américain Timothy Batten Sr. a rejeté la demande de Wood, déclarant que Wood n'avait pas qualité pour intenter la poursuite, que ses allégations de fraude électorale potentielle étaient "trop spéculatives"  et que dans l'ensemble le procès n'avait « aucun fondement en fait ou en droit ».
Le 11 janvier 2021, le juge de la Cour supérieure du Delaware, Craig A. Karsnitz, a cité les publications de Wood sur les médias sociaux pour révoquer le droit de Wood de comparaître vice pro hac  devant ce tribunal,. Karsnitz a qualifié les allégations concernant le juge en chef Roberts de "trop dégoûtantes et scandaleuses pour être répétées" et a déclaré qu'il n'avait "aucun doute" que les tweets de Wood (ainsi que "beaucoup d'autres choses") avaient joué un rôle dans l'incitation à la prise d'assaut du Capitole le 6 janvier 2021.